# Lulu Rouge
Lulu Rouge er en duo bestående af DJ T.O.M. og DJ Buda.
Både DJ T.O.M. og Buda er velkendte navne på den såvel danske som udenlandske club/ electronica scene.
Lulu Rouge udkomi 2008 med albummet "Bless You".
Første udspil var titelnummeret "Bless You", som blev gæstet af Mikael Simpson.
T.O.M. har gennem flere år været Trentemøllers faste sidekick.
Buda er DJ og producer og har arbejdet med navne som Bliss, Laid Back, DJ Disse,	Ganga , TelepopMusik, Phil Mison og Sergio Mendes.
Buda er desuden del af chill-out gruppen Banzai Republic.
Lulu Rouge har senest haft en finger med i spillet på nye albums fra både Fagget Fairys, Camille Jones og Jokeren.

Lulu Rouge blev nomineret til en Robert for Årets score for soundtracket til filmen Frit fald.